# Islandština
Islandština (íslenska) je severogermánský jazyk, kterým mluví asi 300 000 mluvčích na Islandu.

## Rozšíření
Mimo Island se používá minimálně a na Islandu jí nekonkurují žádné jiné jazyky. Téměř zde neexistují nářečí (jen drobné odchylky, hlavně ve výslovnosti), což je u země podobné rozlohy a podobně nízké hustoty zalidnění velmi neobvyklé. Islanďané se na základní škole učí dva cizí jazyky, angličtinu a dánštinu.

## Historie
Islandština se až na výslovnost od dob osídlení Islandu (9. století) výrazně nezměnila, proto lze téměř bez problémů číst několik století staré literární památky. Vychází ze západní staroseverštiny (tehdy jazyk západního Norska a seveřany osídlených ostrovů v Atlantiku). Svojí gramatikou a slovní zásobou je blízká staré angličtině z období kolem 1000 n. l.

## Abeceda a výslovnost
Používá se latinka obohacená o několik speciálních znaků. Ustálila se až v 19. století, zejména za přispění dánského lingvisty Rasmuse Raska.
| velké:          | A  | Á   | B    | C    | D    | Ð   | E  | É   | F   | G   | H    | I  | Í  | J    | K     | L   | M   | N   | O  | Ó   | P     | Q    | R   | S   | T     | U  | Ú  | V    | W              | X   | Y       | Ý          | Z     | Þ     | Æ   | Ö  |
| malé:           | a  | á   | b    | c    | d    | ð   | e  | é   | f   | g   | h    | i  | í  | j    | k     | l   | m   | n   | o  | ó   | p     | q    | r   | s   | t     | u  | ú  | v    | w              | x   | y       | ý          | z     | þ     | æ   | ö  |
| výslovnost IPA: | aː | auː | b̥jɛː | sjɛː | d̥jɛː | ɛːθ | ɛː | jɛː | ɛfː | ɟ̊ɛː | hauː | ɪː | iː | jɔːθ | kʰauː | ɛd̥l̥ | ɛmː | ɛnː | ɔː | ouː | pʰjɛː | kʰuː | ɛrː | ɛsː | tʰjɛː | ʏː | uː | vafː | tʰvœːfal̥d̥ vafː | ɛxs | ɪfsɪlɔn | ɪfsɪlɔn iː | sɛːd̥a | θɔrd̥n̥ | aiː | œː |

- Æ: vyslovuje se jako [ai]. Unicode: U+00C6 – velké, U+00E6 – malé.
- Ð: vyslovuje se jako znělé Þ, tedy jako anglické th ve slovech this/the. Nikdy se nevyskytuje na začátku slova. Unicode: U+00D0 – velké, U+00F0 – malé. (neplést s chorvatským Đ/đ – velké se opticky shoduje, ale malé se liší a mají odlišné kódy: velké – U+0110, malé – U+0111).
- Þ: písmeno – „thorn“; pozůstatek po runovém písmu, používaném před christianizací. Výslovnost je jako u neznělého anglického th ve slovech jako think/thief. Nikdy se nevyskytuje na konci slova. Unicode: U+00DE – velké, U+00FE – malé.

## Fonologie
Islandština má velmi málo nářečních rozdílů. Jazyk má jednoduché hlásky i dvojhlásky a souhlásky mohou být znělé a neznělé.
Znělost hraje základní roli v odlišení většiny souhlásek včetně souhlásek nosových ale vyjma plozivních souhlásek. Plozivní souhlásky b, d, a g jsou neznělé a liší se od p, t a k pouze tím, že nejsou aspirované. Preaspirace se objevuje při zdvojení p, t a k. Preaspirace se neobjevuje při zdvojení b, d a g. Preaspirované tt je etymologicky a foneticky analogické německému a nizozemskému cht (srovnejte islandská slova nótt, dóttir s německými slovy Nacht, Tochter a nizozemskými slovy nacht, dochter).

### Islandské souhlásky
|             | Bilabiála | Bilabiála | Labio- dentála | Labio- dentála | Dentála | Dentála | Alveolára | Alveolára | Palatála | Palatála | Velára | Velára | Glotála | Glotála |
| ----------- | --------- | --------- | -------------- | -------------- | ------- | ------- | --------- | --------- | -------- | -------- | ------ | ------ | ------- | ------- |
| Nazála      | m̥         | m         |                |                | n̥       | n       |           |           | ɲ̊        | ɲ        | ŋ̊      | ŋ      |         |         |
| Ploziva     | pʰ        | p         |                |                | tʰ      | t       |           |           | cʰ       | c        | kʰ     | k      | ʔ       |         |
| Frikativa   |           |           | f              | v              | θ       | ð       | s         |           | ç        | j        | x      | ɣ      | h       |         |
| Aproximanta |           |           |                | v              |         | ð       | l̥ ɫ       | l ɫ       |          | j        |        | ɣ      |         |         |
| Vibranta    |           |           |                |                |         |         | r̥         | r         |          |          |        |        |         |         |

### Islandské samohlásky
|                | Přední       | Přední | Zadní |
| rovné          | zaokrouhlené |        | Zadní |
| -------------- | ------------ | ------ | ----- |
| Zavřená        | i            |        | u     |
| Téměř uzavřená | ɪ            | ʏ      |       |
| Mírně otevřená | ɛ            | œ      | ɔ     |
| Otevřená       | a            | a      | a     |

|          | Přední offglide | Zadní offglide |
| -------- | --------------- | -------------- |
| Střed    | ei • øi         | ou             |
| Otevřené | ai              | au             |

## Gramatika
Islandština je poměrně složitý jazyk (z germánských jazyků nejsložitější, spolu s velmi podobnou faerštinou) s rozsáhlou gramatikou, množstvím nepravidelností, originální slovní zásobou a obtížnou výslovností.
V islandštině se rozlišují 3 rody – mužský, ženský a střední, 4 pády – nominativ, akuzativ, dativ a genitiv, a stejně jako v češtině 2 mluvnická čísla (singulár a plurál) a 3 slovesné osoby. Na rozdíl od většiny ostatních evropských jazyků je vyjadřování budoucnosti stále ještě velmi lexikalizované (tj. neexistuje jeden univerzální gramatický budoucí čas).

### Člen
Islandština má pouze člen určitý. Člen určitý může být vyjádřen dvěma způsoby, jmenovitě - buď je člen určitý připojen jako přípona k podstatnému jménu (tzv. postpozitivní určitý člen) nebo je použit člen hinn před podstatným jménem. V obou případech se člen skloňuje ve 4 pádech a 2 číslech korespondujících s pádem a číslem předmětu. Příkladem postpozitivního určitého členu je např. tvar síminn od slova sími, příkladem druhého způsobu je např. hinn gamli maður.

### Podstatná jména
Islandská podstatná jména se skloňují ve 4 pádech a 2 číslech. Islandština podobně jako čeština rozlišuje tři rody podstatných jmen – mužský, ženský a střední. Existuje velké množství skloňovacích vzorů a výjimek. Rozlišují se slabé a silné skloňovací vzory. Slabé skloňovací vzory si lze snadno zapamatovat a výjimky ve skloňování se vyskytují jen sporadicky. Mezi slabé skloňovací vzory patří – pro rod mužský slova s koncovkou -i (například tími), pro rod ženský slova s koncovkou -a (například stelpa) a pro rod střední slova s koncovkou -a (například auga).

### Přídavná jména
Přídavná jména se skloňují v rodu, čísle, pádu a stupni. V případě 1. (pozitiv) a 3. stupně (superlativ) se skloňují slabě a silně, v případě 2. stupně (komparativ) se skloňují pouze slabě.
Existuje také množství přídavných jmen, která se neskloňují, např. přídavná jména končící na -a v einmana (osamělý) nebo -i např. v hugsi (zamyšlený). Některá přídavná jména se nestupňují, např. dauður (mrtvý).

### Zájmena
Většina islandských zájmen se skloňuje v rodě, pádu a čísle.

### Číslovky
Číslovky základní od 1 do 4 se skloňují v pádu, rodě a čísle. Ostatní číslovky základní se neskloňují. Výjimkou je, pokud základní číslovka vystupuje jako podstatné jméno.
Prvních 20 číslovek základních
| Číslovky základní 1 - 20 | Číslovky základní 1 - 20 | Číslovky základní 1 - 20 | Číslovky základní 1 - 20 |
| ------------------------ | ------------------------ | ------------------------ | ------------------------ |
| einn                     | jeden                    | ellefu                   | jedenáct                 |
| tveir                    | dva                      | tólf                     | dvanáct                  |
| þrír                     | tři                      | þrettán                  | třináct                  |
| fjórir                   | čtyři                    | fjórtán                  | čtrnáct                  |
| fimm                     | pět                      | fimmtán                  | patnáct                  |
| sex                      | šest                     | sextán                   | šestnáct                 |
| sjö                      | sedm                     | sautján                  | sedmnáct                 |
| átta                     | osm                      | átján                    | osmnáct                  |
| níu                      | devět                    | nítján                   | devatenáct               |
| tíu                      | deset                    | tuttugu                  | dvacet                   |

Číslovky řadové se skloňují podobně jako přídavná jména, řadové číslovky 1 a 2 mají též silné skloňování.
Prvních 20 číslovek řadových (v mužském rodě, v 1. pádu).
| Číslovky řadové 1. - 20. | Číslovky řadové 1. - 20. | Číslovky řadové 1. - 20. | Číslovky řadové 1. - 20. |
| ------------------------ | ------------------------ | ------------------------ | ------------------------ |
| fyrstur, fyrsti          | první                    | ellefti                  | jedenáctý                |
| annar                    | druhý                    | tólfti                   | dvanáctý                 |
| þriðji                   | třetí                    | þrettándi                | třináctý                 |
| fjórði                   | čtvrtý                   | fjórtándi                | čtrnáctý                 |
| fimmti                   | pátý                     | fimmtándi                | patnáctý                 |
| sjötti                   | šestý                    | sextándi                 | šestnáctý                |
| sjöundi                  | sedmý                    | sautjándi                | sedmnáctý                |
| áttundi                  | osmý                     | átjándi                  | osmnáctý                 |
| níundi                   | devátý                   | nítjándi                 | devatenáctý              |
| tíundi                   | desátý                   | tuttugasti               | dvacátý                  |

### Slovesa
Téměř všechna islandská slovesa končí v infinitivu na -a. Některá slovesa končí na -á např. slá (uhodit). Výjimkami jsou modální slovesa munu a skulu, sloveso þvo (mýt) a sloveso přejaté z dánštiny ske (přihodit se).
Existují dvě příčestí, přítomné a minulé. Koncovka příčestí přítomného je -andi. Příčestí přítomné může vyjadřovat buď podstatné jméno nebo přídavné jméno (v tomto případě je příčestí přítomné nesklonné). Příčestí minulé se skloňuje jako přídavné jméno jak slabě tak silně.
Islandština vyjadřuje slovními tvary přímo jen přítomný a minulý čas. K vyjádření jiných časů (jako např. předpřítomný, předminulý, průběhový, budoucí) používá pomocná slovesa a výsledkem je buď jiný čas nebo vid.
Islandština vyjadřuje tři druhy slovesného způsobu - oznamovací, spojovací a rozkazovací.
Islandština tvoří tři druhy slovesného rodu – činný (aktivum, is. germynd), trpný (pasivum, is. þolmynd) a střední slovesný rod (médium, is. miðmynd).
Trpný rod se vyjadřuje pomocí pomocného slovesa vera (být) a verða (stát se).

### Příslovce
Islandská příslovce lze stejně jako česká příslovce stupňovat. V řadě případů se vyskytují nepravidelné komparativní a superlativní tvary, např. djúpt (hluboce) – dýpra (hlouběji) – dýpst (nejhlouběji).

## Slovní zásoba
Islanďané mají tendenci chránit svůj starobylý jazyk před cizími vlivy a nová slova mnohem raději tvoří skládáním domácích slovních kmenů, místo aby si přizpůsobovali slova cizí. Nejvíce je to vidět na té části slovní zásoby, kterou většina evropských jazyků sdílí. Například veður = počasí, fræði = věda, veðurfræði = meteorologie. Neznamená to ovšem, že výpůjčky z cizích jazyků jsou úplně tabu, například banani = banán, kaffi = káva, tóbak = tabák.

## Osobní jména
Zvláštností jsou také islandská jména. Příjmení v českém slova smyslu téměř neexistují, k rozlišení osob se stejným křestním jménem se používají jména po otci (nově též po matce), například Eiríksson (Erikův syn), Eiríksdóttir (Erikova dcera). Při oslovování se používají křestní jména a podle křestních jmen jsou také řazeny telefonní a jiné seznamy.

## Vzorový text

### Všeobecná deklarace lidských práv
Pro srovnání islandštiny s norštinou je text uveden v obou jazycích.
| islandsky        | Hver maður er borinn frjáls og jafn öðrum að virðingu og réttindum. Menn eru gæddir vitsmunum og samvizku, og ber þeim að breyta bróðurlega hverjum við annan. |
| norsky (nynorsk) | Alle menneske er fødde til fridom og med same menneskeverd og menneskerettar. Dei har fått fornuft og samvit og skal leve med kvarandre som brør.              |
| česky            | Všichni lidé se rodí svobodní a sobě rovní co do důstojnosti a práv. Jsou nadáni rozumem a svědomím a mají spolu jednat v duchu bratrství.                     |

### Slovníky
- Islandsko-český slovník Vojtěch Kupča. Slovník existuje v online podobě i tištěné podobě (Litera Proxima).
- Islandsko-český studijní slovník Aleš Chejn, Ján Zaťko, Jón Gíslason a Vojtěch Kupča. Slovník existuje v online podobě i tištěné podobě. Dostupný pod svobodnou licencí.
- Icelandic-English Dictionary / Íslensk-ensk orðabók Sverrir Hólmarsson, Christopher Sanders, John Tucker. Searchable dictionary from the University of Wisconsin–Madison Libraries
- Icelandic - English Dictionary: from Webster's Rosetta Edition.
- Old Icelandic-English Dictionary by Richard Cleasby and Gudbrand Vigfusson